# Liste der Einträge im National Register of Historic Places im Walsh County

Lage des Walsh County in North Dakota

Die Liste der Einträge im National Register of Historic Places im Walsh County in North Dakota führt alle Bauwerke und historischen Stätten im Walsh County auf, die in das National Register of Historic Places aufgenommen wurden.

## Legende
| NRHP | Historic Place    |
| HD   | Historic District |

## Aktuelle Einträge
| [ 2 ] | Name                                           | Bild                                           | Eintragsdatum        | Lage                                                                               | Ort                  | Beschreibung |
| ----- | ---------------------------------------------- | ---------------------------------------------- | -------------------- | ---------------------------------------------------------------------------------- | -------------------- | --- |
| 1     | District No. 70-Hoff Rural School              |                                                | 2008 ID-Nr. 08000233 | Fire No. 6591 123rd Avenue, Northeast 48° 22′ 8″ N, 97° 59′ 23″ W                  | Norton Township      | 1885 errichtetes Schulgebäude                                                                                                  |
| 2     | Elmwood                                        |                                                | 1985 ID-Nr. 85000339 | East 2nd Street 48° 25′ 19″ N, 97° 24′ 18″ W                                       | Grafton              | 1895 im spätviktorianischen Stil errichtetes Wohnhaus                                                                          |
| 3     | Grafton State School                           | Grafton State School                           | 1996 ID-Nr. 96001191 | 700 6th Street, West 48° 25′ 7″ N, 97° 25′ 26″ W                                   | Grafton              | 1901 in einem Mix aus verschiedenen Baustilen errichtetes Schulgebäude                                                         |
| 4     | Minto School                                   |                                                | 1992 ID-Nr. 91002002 | Major Avenue Ecke 3rd Street 48° 17′ 35″ N, 97° 22′ 25″ W                          | Minto                | 1895 errichtetes Schulgebäude; später Museum                                                                                   |
| 5     | North Trinity Lutheran Church                  |                                                | 2004 ID-Nr. 04000058 | Abseits der County Road 9 48° 27′ 56″ N, 97° 33′ 28″ W                             | Nash                 | 1893 im neugotischen Stil errichtete Kirche skandinavischer Einwanderer                                                        |
| 6     | Pisek School                                   | Pisek School                                   | 1994 ID-Nr. 94000220 | Main Street Ecke Lovick Avenue 48° 18′ 37″ N, 97° 42′ 21″ W                        | Pisek                | 1913 im neoklassizistischen Stil errichtetes Schulgebäude                                                                      |
| 7     | Ridge Trail Historic District                  |                                                | 2006 ID-Nr. 05001333 | Adresse nicht veröffentlicht                                                       | Park River           | |
| 8     | St. Catherine’s Church of Lomice, North Dakota | St. Catherine’s Church of Lomice, North Dakota | 2006 ID-Nr. 06000249 | Südwestlich der Kreuzung von ND 35 und County Road 15 48° 16′ 53″ N, 98° 12′ 35″ W | nördlich von Whitman | 1936 im neugotischen Stil errichtete katholische Kirche böhmischer Einwanderer                                                 |
| 9     | St. Joseph’s Chapel                            |                                                | 1994 ID-Nr. 94000556 | Zwischen Interstate 29 und dem Red River 48° 18′ 35″ N, 97° 8′ 42″ W               | Pulaski Township     | 1907 errichtete Kapelle |
| 10    | St. Stanislaus Church Historic District        | St. Stanislaus Church Historic District        | 1979 ID-Nr. 79001776 | Abseits der Interstate 29 48° 17′ 41″ N, 97° 15′ 11″ W                             | Warsaw               | 1892 im neugotischen Stil errichtete katholische Kirche polnischer Einwanderer                                                 |
| 11    | State Bank of Edinburg                         |                                                | 2001 ID-Nr. 01000588 | 300 Main Avenue 48° 29′ 45″ N, 97° 51′ 50″ W                                       | Edinburg             | Im Jahr 1900 errichtetes Bankgebäude                                                                                           |
| 12    | Strand Theatre                                 | Strand Theatre                                 | 2004 ID-Nr. 04000299 | 618 Hill Avenue 48° 25′ 5″ N, 97° 24′ 37″ W                                        | Grafton              | 1946 im Stil der Moderne errichtetes Theater                                                                                   |
| 13    | U.S. Post Office Grafton                       |                                                | 1989 ID-Nr. 89001756 | 506 South Griggs Avenue 48° 25′ 9″ N, 97° 24′ 42″ W                                | Grafton              | 1932 im Colonial Revival-Stil errichtete Poststation Teil der MPS US Post Offices in North Dakota, 1900–1940                   |
| 14    | Walsh County Courthouse                        | Walsh County Courthouse                        | 1985 ID-Nr. 85002992 | 638 Cooper Avenue 48° 25′ 6″ N, 97° 24′ 15″ W                                      | Grafton              | 1940 im Art-déco-Stil errichtete Justiz- und Verwaltungsgebäude des Walsh County; Teil der MPS North Dakota County Courthouses |

## Frühere Einträge
| [ 2 ] | Name                   | Bild | Eintragsdatum        | Lage                                                        | Ort            | Beschreibung |
| ----- | ---------------------- | ---- | -------------------- | ----------------------------------------------------------- | -------------- | --- |
| 1     | Odalen Lutherske Kirke |      | 2006 ID-Nr. 05001517 | Rund 9 km westlich des ND 32 48° 30′ 2,5″ N, 98° 0′ 37,5″ W | Tiber Township | 1896 errichtete lutherische Kirche norwegischer Einwanderer; 2007 niedergebrannt und aus dem Register gestrichen |